# Open GDF Suez 2014
Open GDF Suez 2014 — жіночий професійний тенісний турнір, що проходив на закритих кортах з твердим покриттям. Це був 22-й за ліком Open GDF Suez (раніше відомий як Open Gaz de France). Належав до категорії Premier у рамках Туру WTA 2014. Відбувся на стадіоні П'єр де Кубертен у Парижі (Франція). Тривав з 25 січня до 2 лютого 2014 року.

## Очки і призові

### Нарахування очок
| Дисципліна       | П   | Ф   | ПФ  | ЧФ  | 1/8 | 1/16 | Q   | Q3  | Q2  | Q1  |
| Одиночний розряд | 470 | 305 | 185 | 100 | 55  | 1    | 25  | 18  | 13  | 1   |
| Парний розряд    | 470 | 305 | 185 | 100 | 1   | Н/Д  | Н/Д | Н/Д | Н/Д | Н/Д |

### Призові гроші
| Дисципліна       | П       | Ф       | ПФ      | ЧФ      | 1/8    | 1/161  | Q3     | Q2     | Q1   |
| Одиночний розряд | $96,774 | $51,613 | $27,703 | $14,887 | $7,984 | $5,073 | $2,298 | $1,210 | $685 |
| Парний розряд *  | $30,645 | $16,129 | $8,871  | $4,516  | $2,448 | Н/Д    | Н/Д    | Н/Д    | Н/Д  |

1 Кваліфаєри отримують і призові гроші 1/16 фіналу

* на пару

## Учасниці основної сітки в одиночному розряді

### Сіяні
| Країна    | Гравчиня             | Рейтинг1 | Сіяна |
| --------- | -------------------- | -------- | ----- |
| Росія     | Марія Шарапова       | 3        | 1     |
| Чехія     | Петра Квітова        | 6        | 2     |
| Італія    | Сара Еррані          | 7        | 3     |
| Німеччина | Анджелік Кербер      | 9        | 4     |
| Румунія   | Сімона Халеп         | 11       | 5     |
| Італія    | Роберта Вінчі        | 12       | 6     |
| Іспанія   | Карла Суарес Наварро | 16       | 7     |
| Бельгія   | Кірстен Фліпкенс     | 19       | 8     |

- 1 Рейтинг подано станом на 13 січня 2014

### Інші учасниці
Нижче наведено учасниць, які отримали вайлд-кард на участь в основній сітці:
- Каролін Гарсія
- Петра Квітова
- Крістіна Младенович

Нижче наведено гравчинь, які пробились в основну сітку через стадію кваліфікації:
- Лара Арруабаррена
- Анна-Лена Фрідзам
- Юганна Ларссон
- Галина Воскобоєва

Такі тенісистки потрапили в основну сітку як щасливий лузер:
- Барбора Стрицова

### Відмовились від участі
До початку турніру
- Домініка Цібулкова (втома) → її замінила  Стефані Фегеле
- Ана Іванович (травма лівого кульшового суглобу) → її замінила  Андреа Петкович
- Кая Канепі (травма поперекового відділу хребта) → її замінила  Марина Еракович
- Петра Квітова (респіраторне захворювання) → її замінила  Барбора Стрицова
- Луціє Шафарова (травма правого плеча) → її замінила  Еліна Світоліна

### Знялись
- Марина Еракович (травма спини)

## Учасниці основної сітки в парному розряді

### Сіяні
| Країна    | Гравчиня               | Країна  | Гравчиня            | Рейтинг1 | Сіяна |
| --------- | ---------------------- | ------- | ------------------- | -------- | ----- |
| Італія    | Сара Еррані            | Італія  | Роберта Вінчі       | 2        | 1     |
| Росія     | Анастасія Павлюченкова | Росія   | Надія Петрова       | 29       | 2     |
| Німеччина | Анна-Лена Гренефельд   | Чехія   | Квета Пешке         | 31       | 3     |
| Угорщина  | Тімеа Бабош            | Франція | Крістіна Младенович | 57       | 4     |

- 1 Рейтинг подано станом на 13 січня 2014

### Інші учасниці
Нижче наведено пари, які отримали вайлдкард на участь в основній сітці:
- Алізе Корне /  Каролін Гарсія
- Даніела Гантухова /  Петра Квітова

### Знялись з турніру
Під час турніру
- Сара Еррані (судоми)

## Переможниці

### Одиночний розряд
- Анастасія Павлюченкова —  Сара Еррані, 3–6, 6–2, 6–3

### Парний розряд
- Анна-Лена Гренефельд /  Квета Пешке —  Тімеа Бабош /  Крістіна Младенович, 6–7(7–9), 6–4, [10–5]